# Публије Анеј Флор
Публије Анеј Флор је био римски песник и реторичар. Често се меша са историчарем, Луцијем Анејем Флором.
Рођен је у Африци, и као веома млад узео је учешћа у литерарним такмичењима на Капитолу које је установио Домицијан. Захваљујући предрасуди према афричким провинцијама, није добио награду, те је згрожен напустио Рим и мало путовао да би се на крају трајно настанио у хиспанском граду Тарако (данашња Тарагона) као учитељ и реторичар.